# Discestra chunka
Discestra chunka là một loài bướm đêm trong họ Noctuidae.